# SMS-маркетинг
SMS-ма́ркетинг – это инструмент маркетинга, при котором продвижение товаров и услуг осуществляется с помощью услуги SMS.

## Виды SMS-маркетинга
SMS-маркетинг бывает двух типов:
- пуш (англ. push — толкать) — рекламодатель сам инициирует её отправку сообщения потребителю (например, путём SMS-рассылки по базе данных мобильных телефонов потребителей).
- пулл (англ. pull — притягивать) — коммуникацию инициирует сам потребитель, когда в результате увиденной рекламе он отправляет SMS на короткий номер мобильного оператора. В ответ потребитель получает сообщение с информацией от рекламодателя.

SMS-информирование – подвид SMS-маркетинга, при котором подписчикам отправляются сообщения информационного характера (уведомления, оповещения и т.д.), а прямой рекламы товаров и услуг не происходит. SMS-информирование используется во многих сферах бизнеса, например, в банках, чтобы сообщать клиентам о пополнении баланса, в такси, чтобы оповещать о прибытии транспорта, в интернет-магазинах, чтобы сообщать клиентам статус заказа. В отличие от SMS-рекламы, SMS-информирование исключает рассылку спама.

## SMS-маркетинг в России
В России использование SMS маркетинга ограничивается федеральным законом "О рекламе", а именно Статья 18. Реклама, распространяемая по сетям электросвязи и размещаемая на почтовых отправлениях, которая предполагает наличие предварительного согласия на получение сообщений. Рассылка спама и продвижение продукции, реклама которой запрещена или ограничена законом, наказывается штрафом от 100 до 500 тысяч рублей за 1 сообщение для юридических лиц.

## SMS-маркетинг на Украине
Рынок SMS-маркетинга за последние два года вырос в десятки раз, продолжает активно расти и на данный момент составляет на Украине около $5 млн. Это составляет около 0,5% общего объема украинского рекламного рынка. Прогноз развития данного сегмента рекламы очень оптимистичен, ведь SMS-маркетинг использует в качестве канала коммуникации мобильные телефоны.
Мобильные операторы на Украине ограничивают push-кампании внешних рекламодателей на телефоны своих абонентов, поскольку сами активно пользуются SMS-рассылками для рекламы своих услуг. Массовые SMS-рассылки без предыдущей регистрации абонентов, по мнению мобильных операторов, будут раздражать абонентов и снижать эффективность этого маркетингового инструмента. Потому на данный момент, рекламодатель для осуществления SMS-рассылки по базе потребителей на их мобильные телефоны должен получить разрешение на такую рассылку у оператора. Хотя есть пути осуществить SMS-рассылку и без разрешения мобильного оператора, через SMS-шлюзы других компаний. Из-за такой политики операторов подавляющее большинство рекламных SMS-акций на Украине являются pull-кампаниями. Хотя с начала 2007 года ситуация начала изменяться, когда вслед за оператором Киевстар, оператор МТС ввел политику коммерческих SMS-рассылок. Таким образом, сейчас на рынке есть ряд компаний, которые имеют соответствующее специальное обеспечение, соглашения с операторами мобильной связи и могут осуществлять массовые SMS-рассылки рекламного характера.